# Rambla de Puça
La rambla de Puça és un curs d'aigua de l'est de la península ibèrica, afluent del riu Vinalopó. Discorre pel municipi de Petrer, ubicat a la comarca del Vinalopó Mitjà (País Valencià).

## Curs
El curs d'aigua naix al terme de Petrer, al peu d'una muntanya des de les altures de la qual s'aconsegueix veure la localitat de Castalla. Recull aigua d'algun altre naixement i també de barrancs i una altra xicoteta rambla i acaba desguassant en el riu Vinalopó, sense eixir del terme municipal. Cap a mitjan segle xix, no criava cap peix, però sí que donava moviment a tres molins fariners. Apareix descrit en el tretzé volum del Diccionario geográfico-estadístico-histórico de España y sus posesiones de Ultramar de Pascual Madoz amb les següents paraules:
| «                      | PUSA: arroyo de la prov. de Alicante, part. jud. de Monóvar. Nace en el térm. de Petrel, partida o pago de Pusa, al pie de una montaña denominada la Loma gruesa, cuya eminencia da vista al pueblo de Castalla; corre de E. a O. llevando regularmente un hilo de agua, y 1/4 de hora de su curso se le agrega un nacimiento sit. bajo la heredad llamada de la Señora; luego le confluyen también varios barrancos y una pequeña rambla que aumentan sus caudales en tiempos de lluvias, desembocando luego en el r. Vinalapó. Todas sus aguas se emplean en el riego de las tierras de Petrel, cuyo único térm. baña, y están anejas a 800 tahúllas, de modo que no pueden venderse aquellas separadas de estas, aunque sus corrientes dan riego para 1.500 tahúllas. El curso del riach. es perenne hasta una balsa que hay en la pobl., donde se recogen las aguas para distribuirlas en el riego, y en tiempo de lluvias rinde sus aguas al r. Vinalapó, como antes se ha dicho, en el punto denominado la Simada. No cría ninguna clase de pescado, carece de puentes, y da movimiento a 3 molinos harineros. | » |
| — (Madoz 1849, p. 305) | |   |

En català:
| «                      | PUÇA: rierol de la prov. d' Alacant, part. jud. de Monòver. Naix al terme de Petrer, partida de Puça, al peu duna muntanya denominada la Lloma grossa, l'eminència de la qual dona vista al poble de Castalla; corre d'E. a O. i porta regularment un fil d'aigua, i 1/4 d'hora del seu curs se li agrega un naixement sit. baix l'heretat anomenada de la Senyora; després li conflueixen també diversos barrancs i una xicoteta rambla que augmenten els seus cabals en temps de pluges, i desemboca després al r. Vinalapó. Totes les seues aigües s'empren en el reg de les terres de Petrer, l'únic terme del qual banya, i estan annexes a 800 tafulles, de manera que no poden vendre's aquelles separades d'aquestes, encara que els seus corrents donen reg per a 1.500 tafulles. El curs del rierol és perenne fins a una bassa que hi ha a la pobl., on s'arrepleguen les aigües per a distribuir-les en el reg, i en temps de pluges ret les seues aigües al r. Vinalapó, com abans s'ha dit, en el punt denominat la Simada. No cria cap espècie de peix, manca de ponts, i dona moviment a 3 molins fariners. | » |
| — (Madoz 1849, p. 305) | |   |